# Wodnicha pomarańczowa

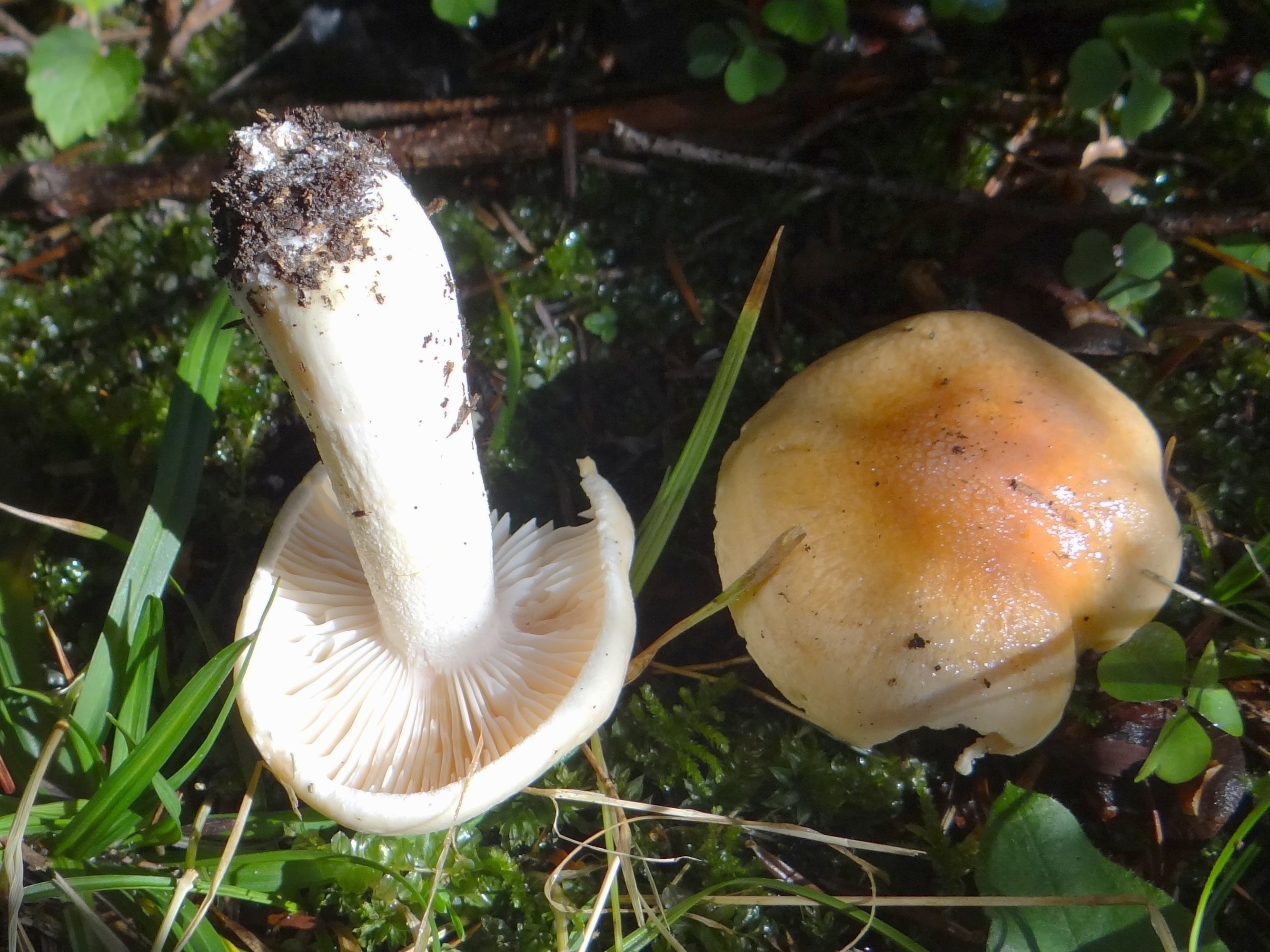

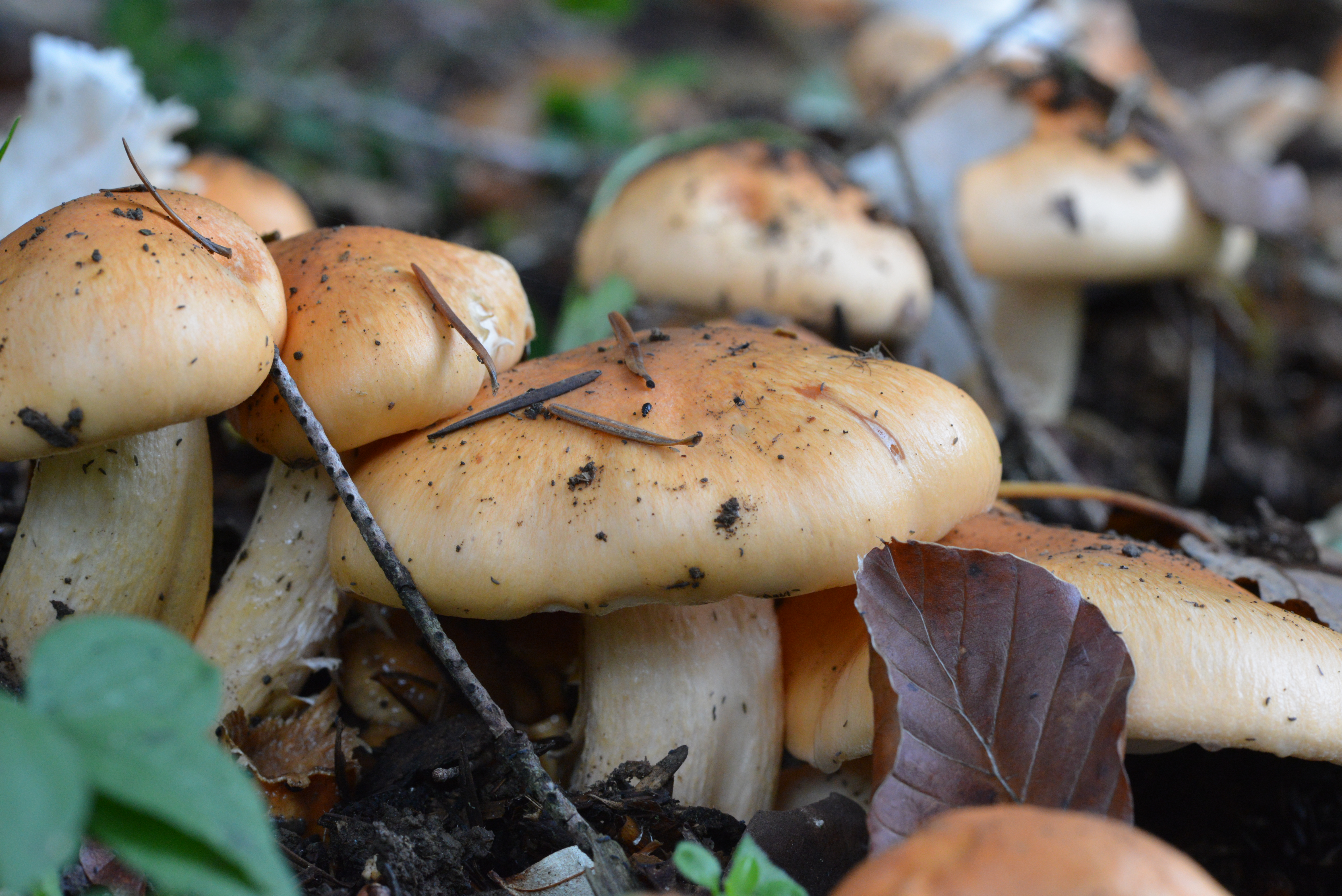

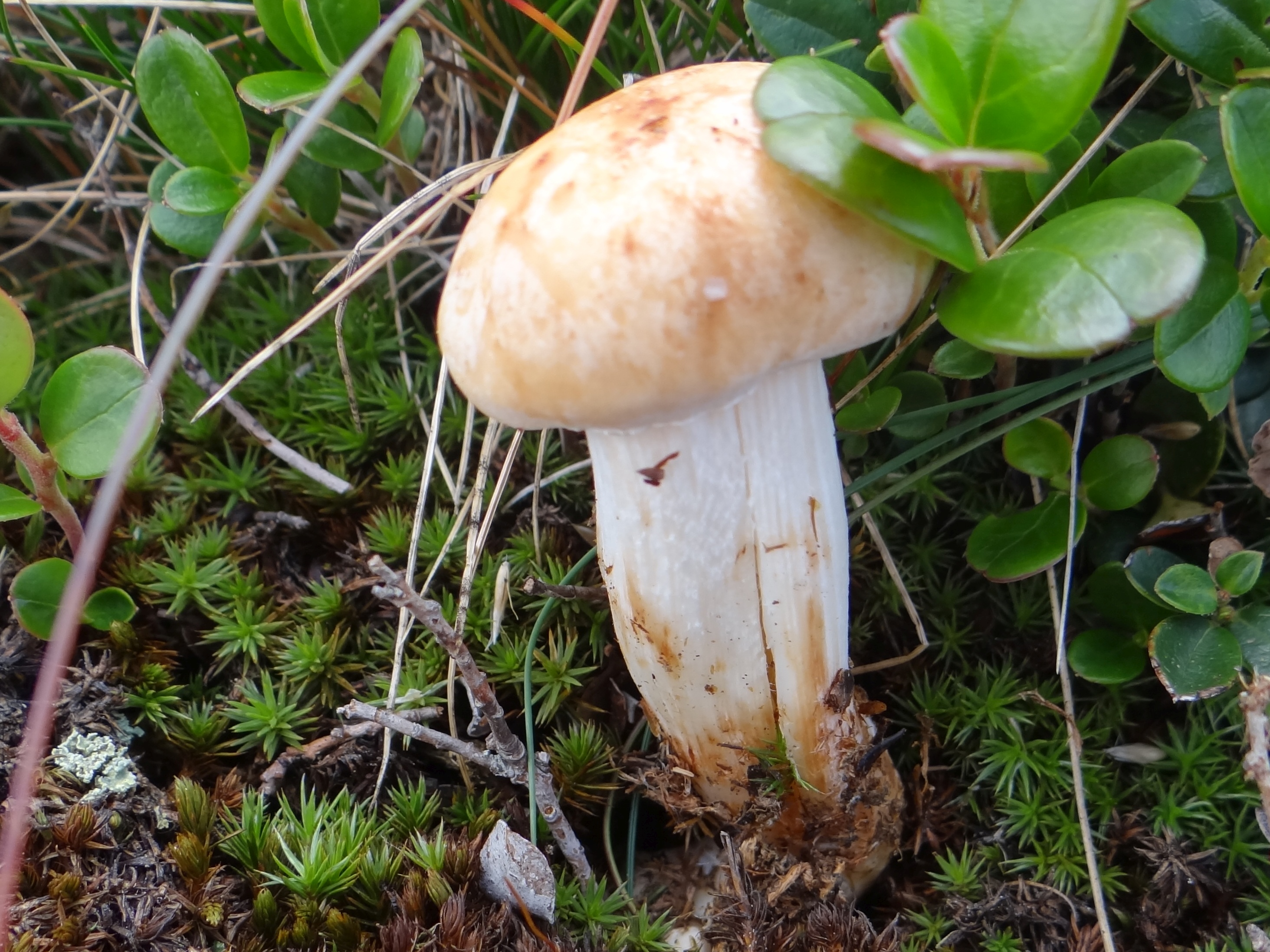

Wodnicha pomarańczowa (Hygrophorus pudorinus (Fr.) Fr.) – gatunek grzybów z rodziny wodnichowatych (Hygrophoraceae).

## Systematyka i nazewnictwo
Pozycja w klasyfikacji według Index Fungorum: Hygrophorus, Hygrophoraceae, Agaricales, Agaricomycetidae, Agaricomycetes, Agaricomycotina, Basidiomycota, Fungi.
Po raz pierwszy takson ten zdiagnozował w roku 1821 Elias Fries nadając mu nazwę Agaricus pudorinus. W 1836 r. ten sam autor nadał mu obecną, uznaną przez Index Fungorum nazwę, przenosząc go do rodzaju Hygrophorus. Niektóre synonimy nazwy naukowej:
- Agaricus pudorinus Fr. 1821
- Hygrophorus pudorinus var. pallidus (A.H. Sm. & Hesler) Bon 1977
- Limacium eburneum var. pudorinum (Fr.) P. Kumm. 1871
- Limacium pudorinum (Fr.) Wünsche 1877

Nazwę polską podali Barbara Gumińska i Władysław Wojewoda w 1983.

## Morfologia
Kapelusz
Średnica od 5 do 15 cm, początkowo półkulisty, później wypukły, u dojrzałych owocników płasko wypukły. Zazwyczaj posiada tępy garbek,  brzeg długo pozostaje podwinięty. Powierzchnia podczas suchej pogody matowa, podczas wilgotnej lepka. Jest mięsista, gładka, promieniście włóknista. Ma barwę od żółtej poprzez żółtopomarańczową, bladopomarańczową, do rdzawopomarańczowej. Brzegi białokremowe, wierzchołek ciemniejszy.
Blaszki
Dosyć rzadkie, szeroko przyrośnięte lub łagodnie zbiegające po trzonie, początkowo białawe, potem przy brzegu kapelusza bladopomarańczowe o łososiowym odcieniu.
Trzon
Wysokość od 6 do 16cm, średnica od 2 do 3 cm, walcowy, zwężony w podstawie, zwarty, pełny, u góry białawy, mącznie kosmkowaty i suchy, miejscami nieco oślizgły i bladopomarańczowy
Miąższ
Gruby, zwarty, pod skórką kapelusza o bladopomarańczowym odcieniu, w trzonie białawy, w podstawie żółty. Nie zmienia barwy po uszkodzeniu. Smak i zapach nieprzyjemnie terpentynowe.
Cechy mikroskopowe
Wysyp zarodników biały. Zarodniki gładkie, elipsoidalne, nieamyloidalne, o rozmiarach 7–10 × 4–5,5 μm. Podstawki z czterema sterygmami, o długości do około 55 μm. Cystyd brak.

## Występowanie i siedlisko
Występuje w Ameryce Północnej, Europie i w Japonii, z innych miejsc świata brak danych. W Polsce gatunek rzadki. Znajduje się na Czerwonej liście roślin i grzybów Polski. Ma status R – potencjalnie zagrożony z powodu ograniczonego zasięgu geograficznego i małych obszarów siedliskowych. Znajduje się na listach gatunków zagrożonych także w Niemczech, Anglii, Holandii, Finlandii.
Owocniki wytwarza d sierpnia do listopada, pojedynczo, ale także w gęstych grupkach. Najczęściej występuje w podgórskich i górskich lasach świerkowych, ale również pod jodłami.

## Znaczenie
Grzyb mikoryzowy. Grzyb niejadalny ze względu na nieprzyjemny zapach, który po obróbce cieplnej staje się jeszcze intensywniejszy.

## Gatunki podobne
Jadalna wodnicha różowozłota (Hygrophorus poetarum) ma przyjemny zapach i rośnie w lasach liściastych. Jadalna wodnicha gajowa (Hygrophorus nemoreus) ma ochrowoczerwonawe blaszki i nie ma intensywnego zapachu.